# Апперкот

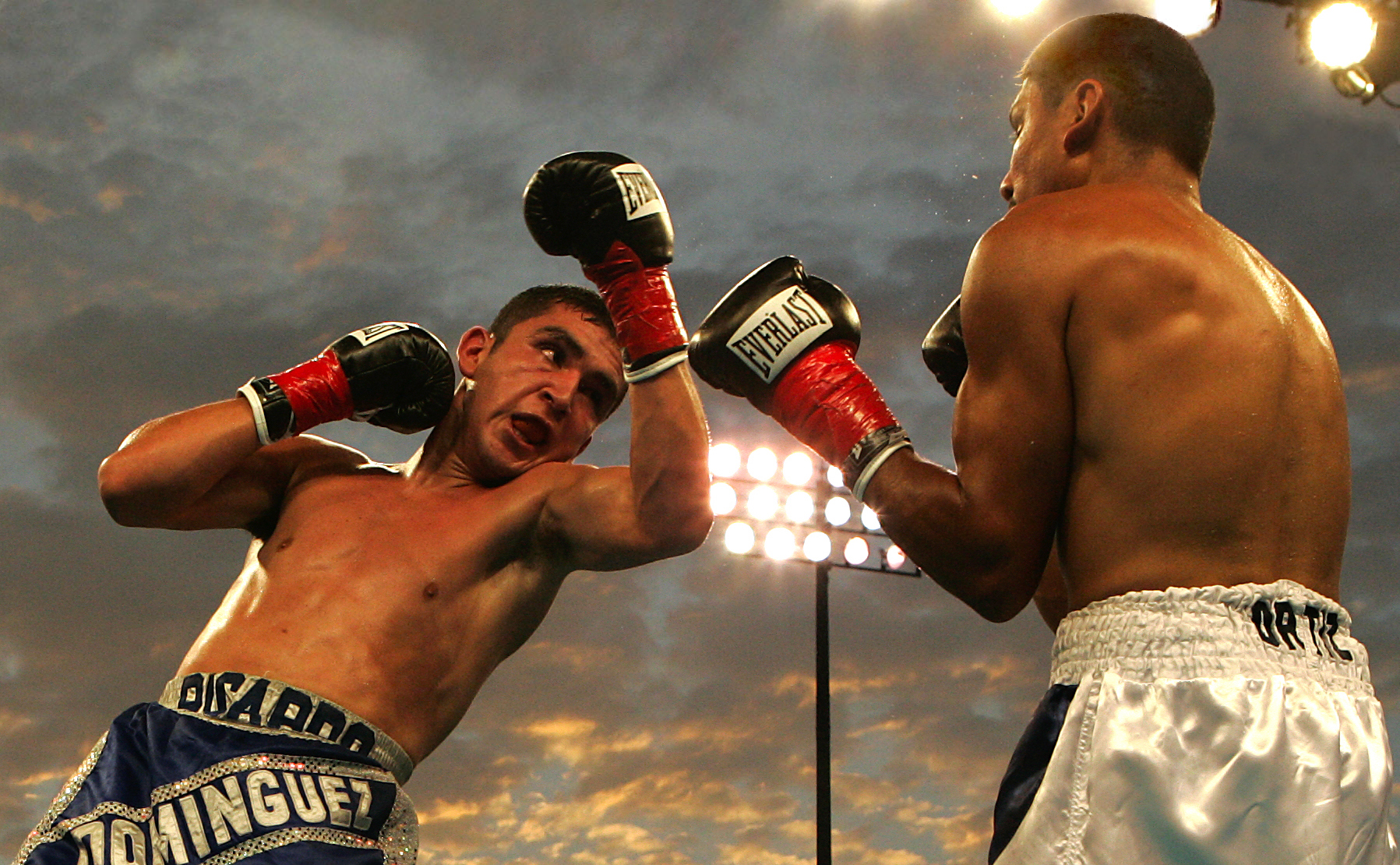

Апперко́т (англ. uppercut) — классический удар из традиционного бокса; наносится кулаком по внутренней траектории, при этом кулак повёрнут на себя; используется в ближнем бою. Название апперкот происходит от английского словосочетания, которое переводят как «рубануть снизу вверх».
Апперкот обычно стремятся нанести по подбородку противника (иногда попадают по носу или в бровь), но иногда и по туловищу (особенно в солнечное сплетение) когда он близко к горизонтальному положению.
Хорошо поставленный апперкот приобретает силу от резкого доворота корпуса в сторону удара в сочетании с выпрямлением тела, отчего бьющая рука сама направляется к цели.
Апперкот теряет значительную часть энергии удара при увеличении расстояния между оппонентами, потому что рука меньше согнута в локте и не может эффективно передать силу восходящего движения тела нападающего.

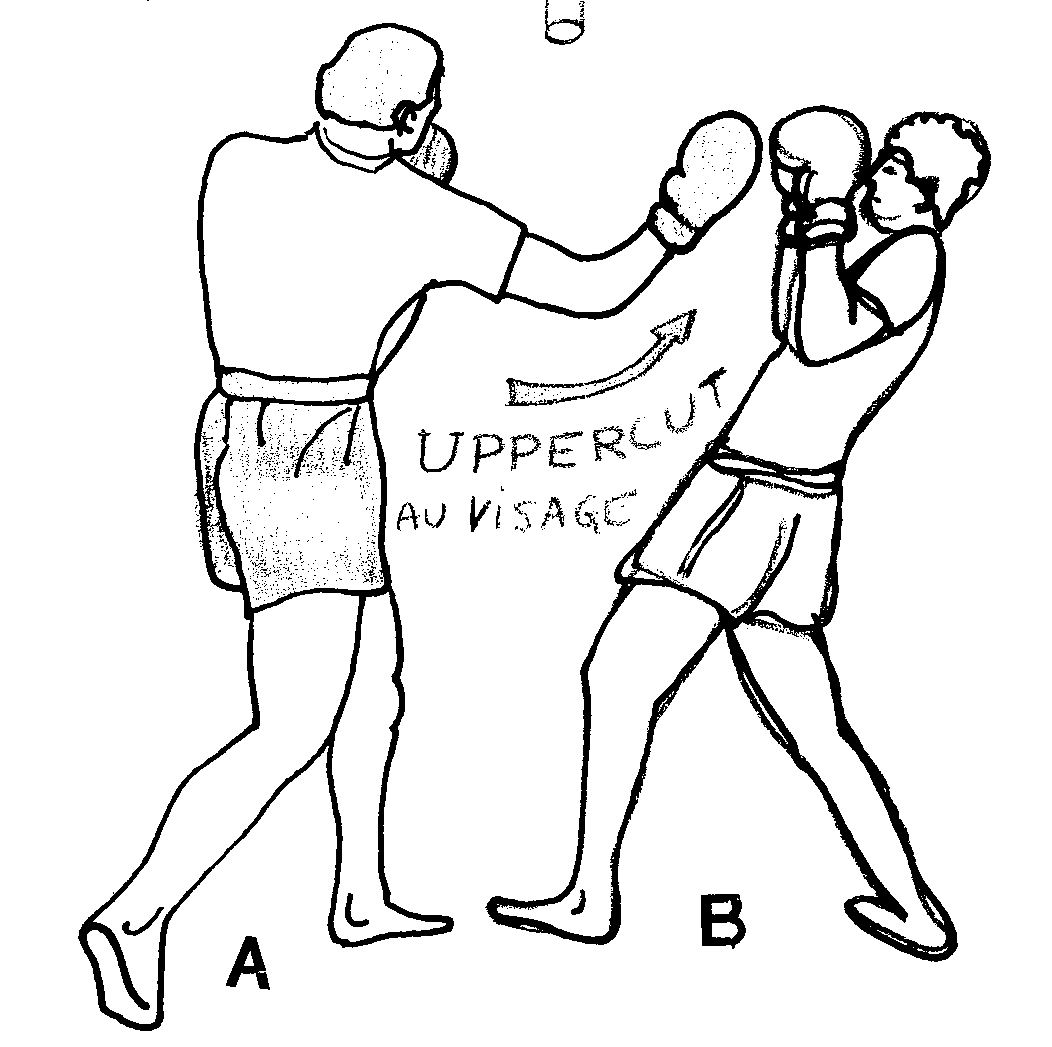
апперкот на большом расстоянии
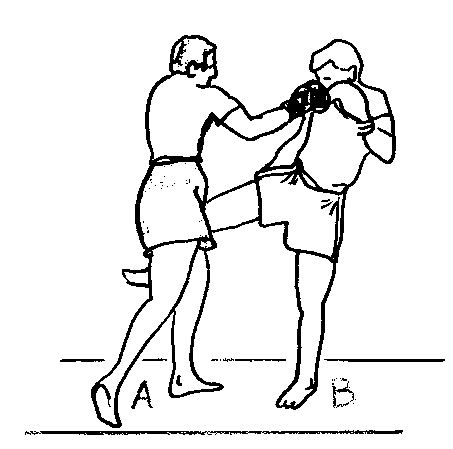
апперкот против атаки ногой
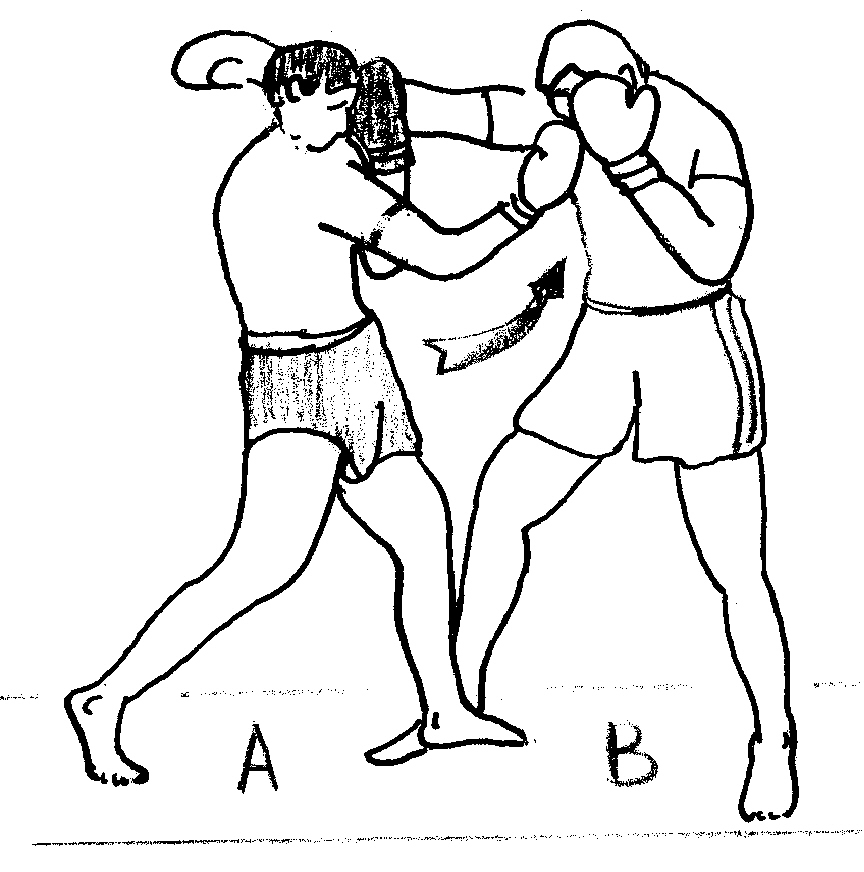
апперкот во время неудачного прямого удара

Апперкот используется также и в других видах боевых искусств: рукопашный бой, кик-боксинг, муай-тай и др.